# Brooke (Rutland)
Brooke – wieś w Anglii, w hrabstwie Rutland. Leży 4 km na południe od miasta Oakham i 133 km na północ od Londynu. W 2001 miejscowość liczyła 211 mieszkańców.